# Echinotus
Echinotus – rodzaj chrząszczy z rodziny czarnuchowatych występujących w południowej Afryce.